# Eline Koster
Eline Koster (Heinenoord, 14 januari 1997) is een voormalig Nederlands voetbalspeelster. Ze kwam uit voor ADO Den Haag en Excelsior in de Vrouwen Eredivisie. In 2021 beëindigde ze haar voetbalcarrière. 

## Clubcarrière
Koster speelde voor het opleidingsteam CTO Amsterdam, en ging vervolgens naar ADO Den Haag om in de Eredivisie Vrouwen te spelen. Na twee jaar ging ze naar Excelsior Barendrecht. Bij ADO Den Haag kreeg ze geen basisplaats, welke ze bij Excelsior Barendrecht wel hoopte te krijgen. In april 2020 maakte ADO Den Haag bekend dat Koster weer terug komt naar Den Haag, ze tekende contract voor 1 seizoen, met een optie voor nog een seizoen. Hier speelde een seizoen alvorens ze in 2021 besloot om voor haar maatschappelijke carrière te kiezen en daarmee haar voetbalcarrière achter zich te laten.

## Statistieken
| Seizoen | Club                  | Land      | Competitie         | Wedstrijden | Doelpunten |
| ------- | --------------------- | --------- | ------------------ | ----------- | ---------- |
| 2016/17 | ADO Den Haag          | Nederland | Eredivisie Vrouwen | 7           | 0          |
| 2017/18 | ADO Den Haag          | Nederland | Eredivisie Vrouwen | 9           | 2          |
| 2018/19 | Excelsior Barendrecht | Nederland | Eredivisie Vrouwen | 25          | 4          |
| 2019/20 | Excelsior Barendrecht | Nederland | Eredivisie Vrouwen | 9           | 1          |
| 2020/21 | ADO Den Haag          | Nederland | Vrouwen Eredivisie | 16          | 0          |
| Totaal  | Totaal                | Totaal    | Totaal             | 66          | 7          |

Laatste update: 17 oktober 2024

## Interlandcarrière
Op 5 maart 2015 speelde Koster haar eerste wedstrijd voor Oranje O19.

## Privé
Koster studeerde fysiotherapie aan de Hogeschool Rotterdam.